# Nybyggarna (TV-serie)

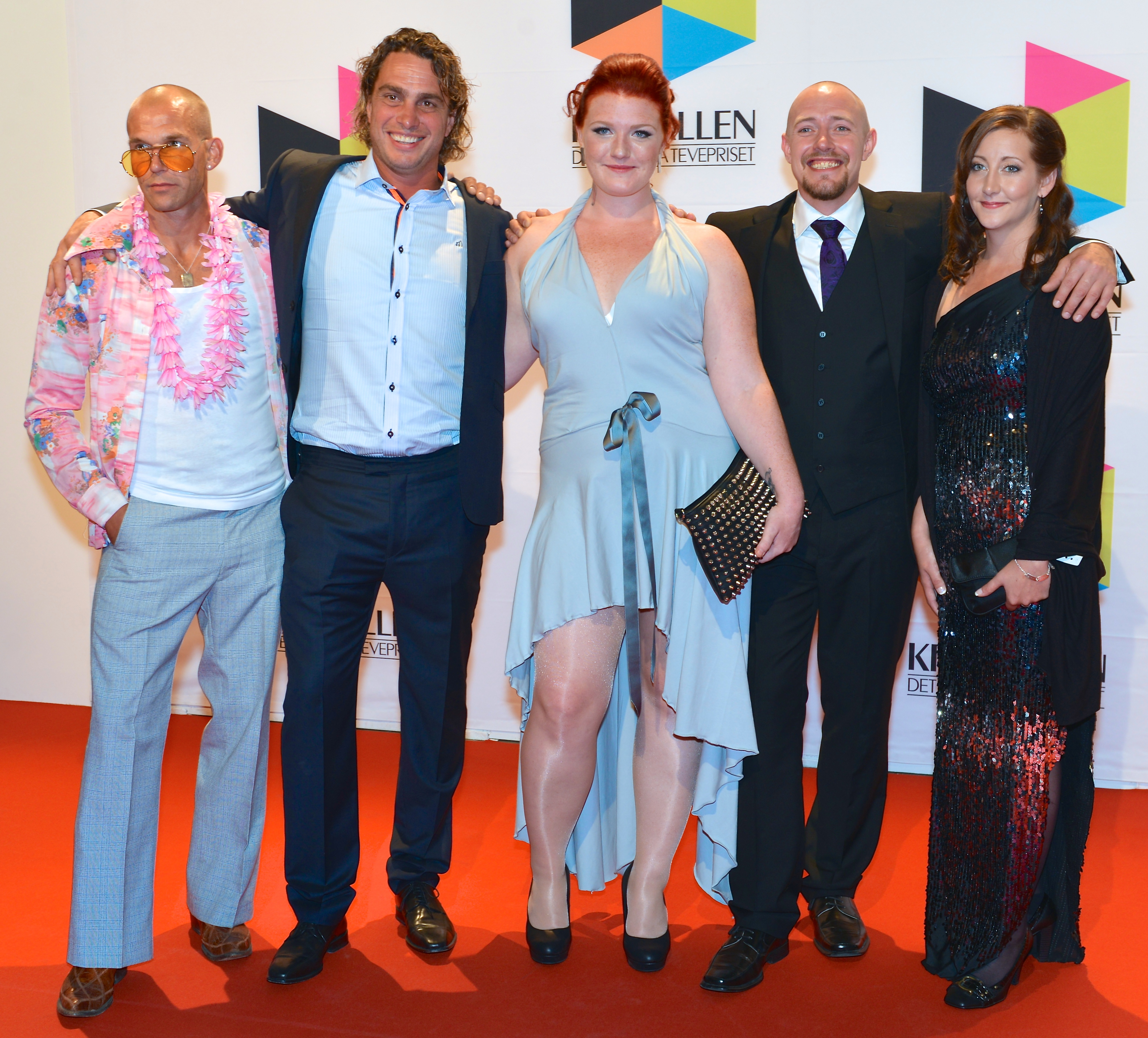
Gänget bakom Nybyggarna på Kristallen-galan 2013.

Nybyggarna är en realityserie som visas i Kanal 5 under 2012. Den handlar om Anders Öfvergård, känd från serien Arga snickaren, som provar att leva bland hemlösa i Stockholm, för att sedan hjälpa några hemlösa att bygga egna hus.
Den andra säsongen sändes 2014. I den var flera personer från personer från första säsongen med och byggde. De var också åt de nya medlemmarna i programmet.

## Avsnitt

### Säsong 1
| Avsnitt | Titel                                       | Originalvisning   | Tittarsiffror |
| ------- | ------------------------------------------- | ----------------- | ------------- |
| 1       | "Hur är livet för en hemlös människa?"      | 19 september 2012 | 331 000       |
| 2       | "Linnea blir den första som flyttar in"     | 26 september 2012 | 284 000       |
| 3       | "Kan Johan lämna sitt gamla liv bakom sig?" | 3 oktober 2012    | 314 000       |
| 4       | "Klarar Rita hålla sig från drogerna?"      | 10 oktober 2012   | 309 000       |
| 5       | "Började med droger när han var 12"         | 17 oktober 2012   | 296 000       |
| 6       | "Tom står inför en tuff utmaning"           | 24 oktober 2012   | 281 000       |
| 7       | "Bim har levt ett farligt liv"              | 31 oktober 2012   | 265 000       |
| 8       | "Josefina ser fram emot en nystart"         | 7 november 2012   | 296 000       |
| 9       | "Vad hände sen..."                          | 16 januari 2013   | 258 000       |

### Säsong 2
| Avsnitt | Titel                                         | Originalvisning  | Tittarsiffror |
| ------- | --------------------------------------------- | ---------------- | ------------- |
| 1       | "En ny chans"                                 | 16 januari 2014  | 259 000       |
| 2       | "Hemlös i 16 år"                              | 23 januari 2014  | 274 000       |
| 3       | "Sitt första riktiga hem"                     | 30 januari 2014  | 196 000       |
| 4       | "Anna vill starta ett nytt liv"               | 6 februari 2014  | 336 000       |
| 5       | "Dröm att bli drogfri"                        | 13 februari 2014 | 203 000       |
| 6       | "Micke levde ett dubbelliv som tung narkoman" | 20 februari 2014 | 178 000       |
| 7       | "Bella"                                       | 27 februari 2014 | 182 000       |
| 8       | "Jim längtar efter ett tryggt liv"            | 6 mars 2014      | 140 000       |